# Exogeen (aardwetenschappen)
Exogeen (exo = buiten, genesis = ontstaan) is een term binnen de aardwetenschappen die betrekking heeft op natuurkrachten die de aardkorst van buitenaf veranderen door middel van drie processen: verwering, erosie en sedimentatie. Deze afbraak vindt plaats onder invloed van het weer (bijvoorbeeld wind of water) en de plantengroei. 
Vooral in gebieden met veel reliëf wordt het losse verweringsmateriaal weggespoeld door regenwater. Daardoor worden gebergten langzaam maar zeker afgeslepen. Het afslijpen van de aardkorst heet erosie. De afbraak begint met het vormen van rotsblokken die van de bergwand afbreken, ze rollen naar beneden en eindigen na duizenden jaren als grind. 
Grind vergruist weer tot zand, of nog fijner: leem, löss of klei. Bij dat afbraakproces speelt het weer een grote rol. Daarom spreek je van verwering. Ook zorgt de plantengroei voor het afbraakproces: op een rotsachtige ondergrond dringen de wortels van bomen en planten in de spleten van het gesteente. Door die wortelkracht duwen ze het gesteente uit elkaar en komen er losse brokken steen. De definitie van verwering is dan ook: het vergruizen van gesteente onder invloed van weer en plantengroei. Het puin dat bij verwering ontstaat heet verweringsmateriaal. Naar de grootte ervan kan het afbraakproces heel geschikt zijn, vooral als er klei en zand in zit, voor de plantengroei. De natuur onderhoudt zichzelf daarin.

## Overzicht van exogene factoren van reliëfvorming

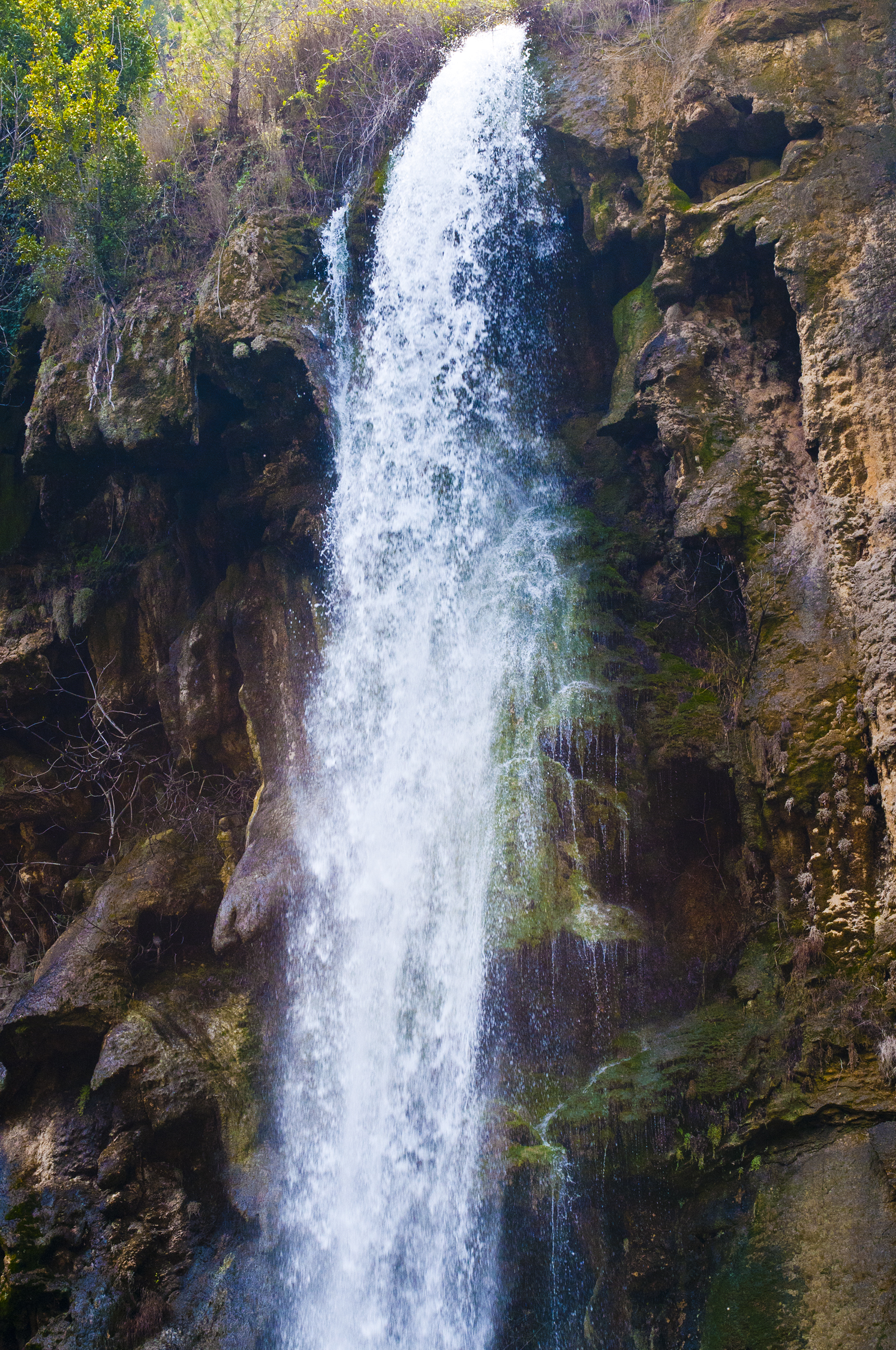
Een waterval die de achterliggende rotsen sterk heeft geërodeerd.

### Fysisch
- Zwaartekracht, vb. vallende rots

### Klimaat
- Neerslag (impact en afstroming)
- Luchtvochtigheid
- Rivieren (regime)
- Temperatuur(sverschillen), o.a. belang van vorst / dooi
- Wind (intensiteit en richting)
- Cryoclastische processen
- Haloclastische processen

### Chemisch
- Alteratie (hydrolyse, oxidatie, ...)
- Uitspoeling

### Biologisch
- Dieren (overbeweiding, trappelen, pedofauna, ...)

### Antropogeen
- Indirecte gevolgen	vb. landbouw leidt tot cultuurtaluds
- Directe veranderingen (uitgravingen en ophogingen)

### Lithologisch
- Eigenschappen van het moedergesteente

### Tektonisch
- Structuur van de formaties (subhorizontaal, geplooid, breuken, …)

### Morfologisch
- Hellingen, reliëf, ...